# 효소 가수분해
효소 가수분해(酵素加水分解, 영어: enzymatic hydrolysis)는 효소가 물의 원소를 첨가하여 분자의 결합 절단을 촉진하는 과정이다. 효소 가수분해는 음식물의 소화에 중요한 역할을 한다.
효소 가수분해는 셀룰로스 에탄올과 같이 재생 가능 에너지를 생산하는 데 사용할 수 있다.

## 같이 보기
- 산성 가수분해
- 알칼리성 가수분해
- 분해효소 (단백질)